# Hiis
Hiis település Franciaországban, Hautes-Pyrénées megyében. Lakosainak száma 265 fő (2022. január 1.). Hiis Arcizac-Adour, Loucrup, Montgaillard, Vielle-Adour és Visker községekkel határos.

## Népesség
A település népességének változása:
| Lakosok száma | 236  | 243  | 252  | 251  | 254  | 255  | 258  | 261  | 265  |
|               | 2013 | 2015 | 2016 | 2017 | 2018 | 2019 | 2020 | 2021 | 2022 |